# سالي تشن
سالي تشن (بالصينية: 陳莎莉) هي ممثلة تايوانية، ولدت في 1948 بتشينغداو في الصين.

## وصلات خارجية
- سالي تشن على موقع IMDb (الإنجليزية)
- سالي تشن على موقع أول موفي (الإنجليزية)
- سالي تشن على موقع قاعدة بيانات الفيلم (الإنجليزية)